# Gudziki
Gudziki (niem. Godocken) – wieś w Polsce położona w województwie warmińsko-mazurskim, w powiecie kętrzyńskim, w gminie Korsze.
| SIMC    | Nazwa     | Rodzaj     |
| ------- | --------- | ---------- |
| 0478718 | Podgórzyn | przysiółek |

W latach 1975–1998 miejscowość administracyjnie należała do województwa olsztyńskiego. Wieś jest siedzibą sołectwa, w którego skład oprócz Gudzik wchodzi jeszcze przysiółek Podgórzyn.

## Historia
Wieś lokowana była w roku 1329 na dziesięciu włókach jako wieś czynszowa na prawie chełmińskim.